# San Antonito (condado de Socorro)
San Antonito es un lugar designado por el censo ubicado en el condado de Socorro en el estado estadounidense de Nuevo México. En el Censo de 2010 tenía una población de 94 habitantes y una densidad poblacional de 20,98 personas por km².

## Geografía
San Antonito se encuentra ubicado en las coordenadas 33°53′31″N 106°52′48″O / 33.89194, -106.88000. Según la Oficina del Censo de los Estados Unidos, San Antonito tiene una superficie total de 4.48 km², de la cual 4.48 km² corresponden a tierra firme y (0%) 0 km² es agua.

## Demografía
Según el censo de 2010, había 94 personas residiendo en San Antonito. La densidad de población era de 20,98 hab./km². De los 94 habitantes, San Antonito estaba compuesto por el 76.6% blancos, el 1.06% eran afroamericanos, el 11.7% eran amerindios, el 1.06% eran asiáticos, el 0% eran isleños del Pacífico, el 5.32% eran de otras razas y el 4.26% pertenecían a dos o más razas. Del total de la población el 47.87% eran hispanos o latinos de cualquier raza.